# Radoševo
Radoševo (en serbe cyrillique : Радошево) est un village de Serbie situé dans la municipalité d'Arilje, district de Zlatibor. Au recensement de 2011, il comptait 282 habitants.

## Histoire
Avant la Seconde Guerre mondiale, le village portait le nom de Čičkovo (en serbe cyrillique : Чичково) ; après la guerre il a reçu le nom de Radoševo en l'honneur du Partisan communiste et héros national de la Yougoslavie Radoš Bojović (1919-1943), qui était originaire de la localité.

## Démographie

### Évolution historique de la population
| 1948 | 1953 | 1961 | 1971 | 1981 | 1991 | 2002 | 2011 |
| ---- | ---- | ---- | ---- | ---- | ---- | ---- | ---- |
| 753  | 813  | 799  | 711  | 590  | 503  | 370  | 282  |

|  |

## Tourisme

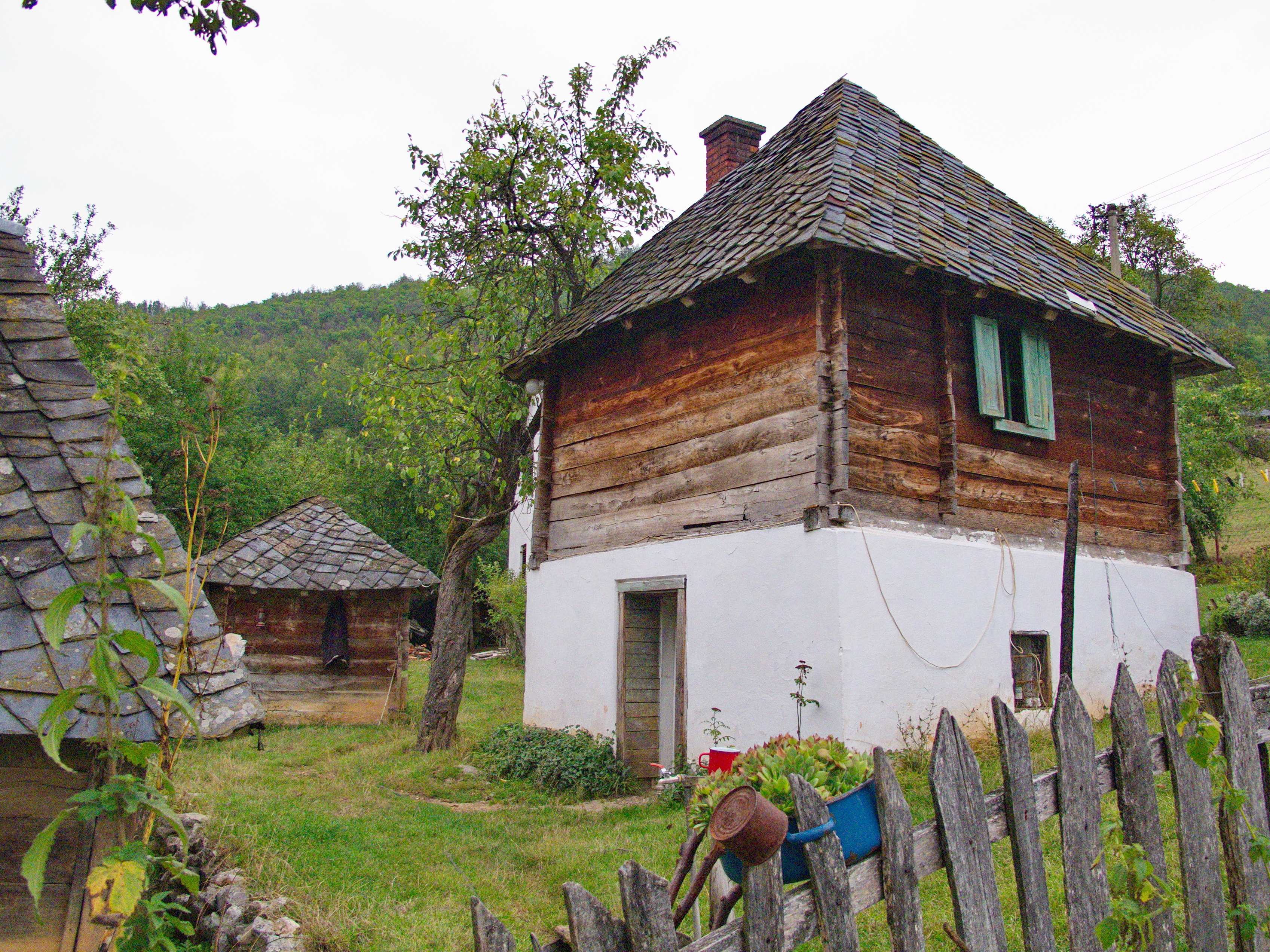
Cour avec une maison ancienne et un ambar (grenier)
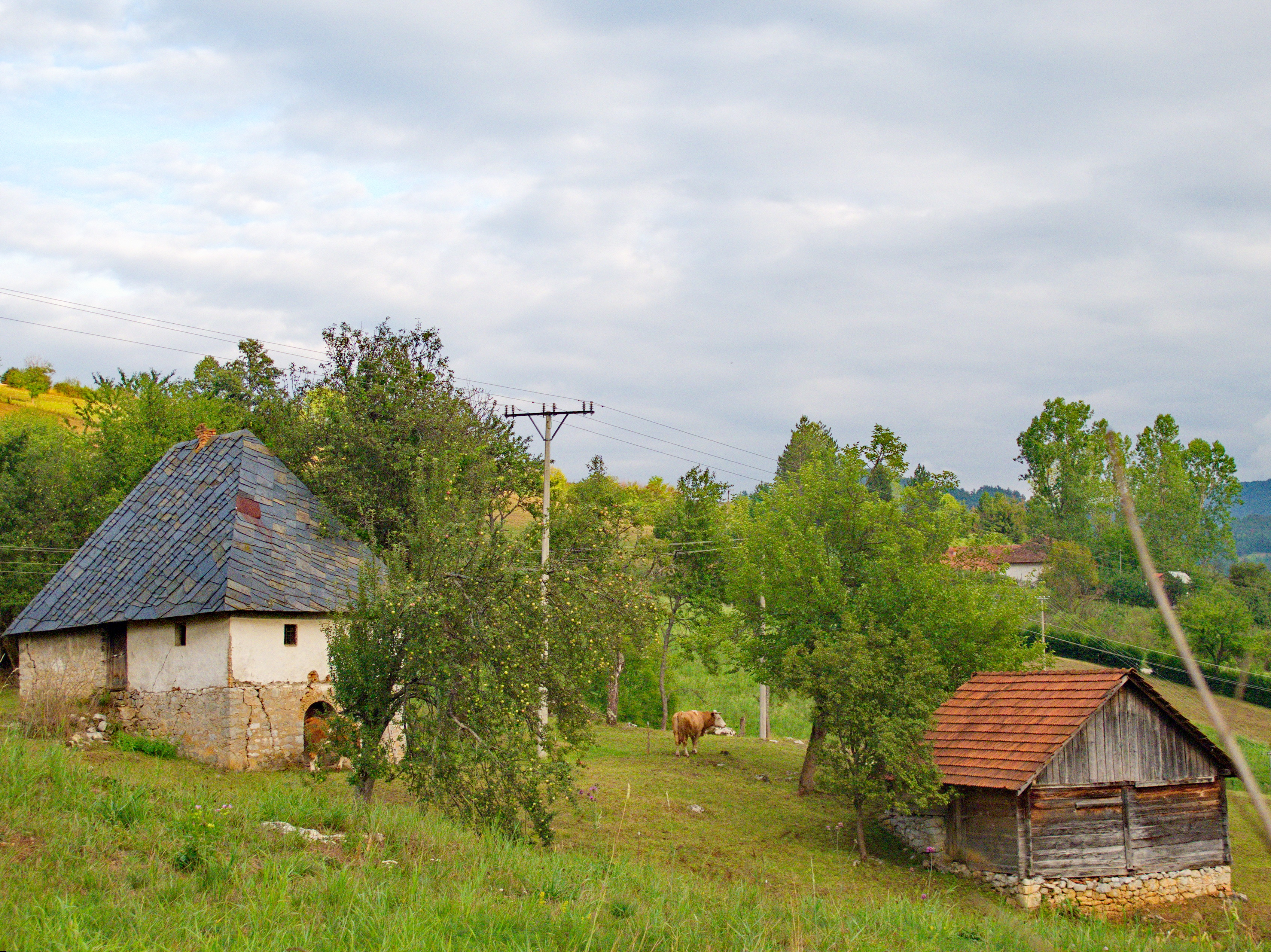
Maison ancienne et ambar